# Liste des monuments historiques de Saint-Pol-de-Léon
Cet article recense les monuments historiques de Saint-Pol-de-Léon dans le Finistère.

## Statistiques
Saint-Pol-de-Léon compte 17 édifices comportant au moins une protection au titre des monuments historiques, soit moins de 3 % du total des monuments historiques du Finistère. 5 d'entre eux sont classés, les 12 autres étant inscrits à l'inventaire supplémentaire des monuments historiques. La majorité des protections concernent des édifices religieux ou ayant eu des rapports ténus avec le passé épiscopal de la cité saintpolitaine.

## Liste
| Monument                                               | Adresse                                        | Coordonnées                        | Notice         | Protection | Date | Illustration                                           |
| ------------------------------------------------------ | ---------------------------------------------- | ---------------------------------- | -------------- | ---------- | ---- | ------------------------------------------------------ |
| Cathédrale Saint-Paul-Aurélien de Saint-Pol-de-Léon    | Place du Parvis Place Alain-Budes-de-Guébriant | 48° 40′ 58″ nord, 3° 59′ 13″ ouest | « PA00090425 » | Classé     | 1840 | Cathédrale Saint-Paul-Aurélien de Saint-Pol-de-Léon    |
| Chapelle Notre-Dame du Kreisker                        | Rue Cadiou Place Michel Colombe                | 48° 40′ 58″ nord, 3° 59′ 13″ ouest | « PA00090427 » | Classé     | 1840 | Chapelle Notre-Dame du Kreisker                        |
| Chapelle Saint-Charles-Borromée de Saint-Pol-de-Léon   | Kerigou                                        | 48° 40′ 29″ nord, 3° 57′ 50″ ouest | « PA29000025 » | Inscrit    | 1997 | Chapelle Saint-Charles-Borromée de Saint-Pol-de-Léon   |
| Château de Kernévez                                    | Kernévez, Allée Verte                          | 48° 40′ 40″ nord, 3° 58′ 29″ ouest | « PA29000031 » | Inscrit    | 1997 | Château de Kernévez                                    |
| Croix de Kergompez                                     | R.N. 788                                       | 48° 40′ 39″ nord, 4° 00′ 21″ ouest | « PA29000026 » | Inscrit    | 1997 | Croix de Kergompez                                     |
| Dolmen de Boutouiller                                  | Tréguintin                                     | 48° 39′ 25″ nord, 3° 57′ 38″ ouest | « PA00090426 » | Classé     | 1909 | Dolmen de Boutouiller                                  |
| Église Saint-Pierre de Saint-Pol-de-Léon               | Rue du Port                                    | 48° 40′ 52″ nord, 3° 58′ 55″ ouest | « PA29000027 » | Inscrit    | 1997 | Église Saint-Pierre de Saint-Pol-de-Léon               |
| Fontaine de la Gloire                                  | Rue des Lavoirs                                | 48° 41′ 03″ nord, 3° 59′ 17″ ouest | « PA00090428 » | Classé     | 1909 | Fontaine de la Gloire                                  |
| Palais épiscopal de Saint-Pol-de-Léon (hôtel de ville) | Place de l'Evêché Rue de la Mairie             | 48° 41′ 07″ nord, 3° 59′ 11″ ouest | « PA29000028 » | Inscrit    | 1997 | Palais épiscopal de Saint-Pol-de-Léon (hôtel de ville) |
| Maison                                                 | 6 rue Rozières                                 | 48° 41′ 02″ nord, 3° 59′ 14″ ouest | « PA29000030 » | Inscrit    | 1997 | Maison                                                 |
| Maison                                                 | 11 rue des Vieilles-Ursulines                  | 48° 41′ 09″ nord, 3° 59′ 09″ ouest | « PA29000032 » | Inscrit    | 1997 | Maison                                                 |
| Maison prébendale de Saint-Pol-de-Léon                 | Rue du Général-Leclerc Rue de la Rozière       | 48° 41′ 02″ nord, 3° 59′ 13″ ouest | « PA00090431 » | Inscrit    | 1926 | Maison prébendale de Saint-Pol-de-Léon                 |
| Maison prébendale de Saint-Pol-de-Léon                 | 1 place du Petit-Cloître                       | 48° 41′ 06″ nord, 3° 59′ 05″ ouest | « PA00090432 » | Inscrit    | 1926 | Maison prébendale de Saint-Pol-de-Léon                 |
| Manoir de Kermorus                                     | Kermorus                                       | 48° 39′ 45″ nord, 4° 00′ 58″ ouest | « PA29000099 » | Inscrit    | 2016 | Manoir de Kermorus                                     |
| Manoir de Kéroulas                                     | Rue du Petit-Collège                           | 48° 41′ 05″ nord, 3° 59′ 19″ ouest | « PA00090429 » | Inscrit    | 1926 | Manoir de Kéroulas                                     |
| Manoir de Kersaliou                                    | Route de Roscoff                               | 48° 41′ 47″ nord, 3° 59′ 06″ ouest | « PA00090430 » | Inscrit    | 1932 | Manoir de Kersaliou                                    |
| Monument aux morts de Saint-Pol-de-Léon                | Rue du Port                                    | 48° 40′ 51″ nord, 3° 58′ 57″ ouest | « PA29000029 » | Inscrit    | 1997 | Monument aux morts de Saint-Pol-de-Léon                |
| Vasque de Keilinsky                                    | Place du Kreisker                              | 48° 40′ 57″ nord, 3° 59′ 12″ ouest | « PA00090433 » | Classé     | 1913 | Vasque de Keilinsky                                    |